# Lydia Riezouw
Lydia Riezouw (Amsterdam, 4 oktober 1923 – aldaar, 9 december 2005) was een Nederlandse verpleegkundige en verzetsstrijder tijdens de Tweede Wereldoorlog.

## Levensloop
Van Nobelen-Riezouw woonde bijna haar gehele leven, ook tijdens de oorlog, in haar ouderlijk huis op de Plantage Kerklaan 9 te Amsterdam. In 1942 maakte ze vanuit haar kamer historische foto's die later op tentoonstellingen wereldwijd vertoond zijn van de Joodse gevangenen die in de Hollandsche Schouwburg gevangen zijn om om op transport gezet te worden naar de concentratiekampen in Duitsland. Het huis grenst met de achtertuin aan de binnenplaats van de Hollandsche Schouwburg en in september van dat jaar ziet Lydia vanuit het huis plotseling haar Joodse vriendin, Greetje Velleman. Greetje hoort bij de eerste joden die in de Hollandsche Schouwburg gevangen worden gezet. De gevangenen mogen buiten een luchtje scheppen. Lydia fotografeert Greetje en andere mensen op de binnenplaats en ze draait ook plaatjes op de grammofoon voor ze. De zeventienjarige Greetje wordt op 30 september 1942 in Auschwitz vermoord.
Gedurende de Duitse bezetting was ze actief in het verzet en raakte zij betrokken bij de fotografengroep "De Ondergedoken Camera" die de oorlogsjaren in Nederland in het geheim portretteerden. Ook verspreidde ze, in haar verpleegstersuniform zodat ze minder opviel en wat de Duitsers respecteerden, het illegale blad "De Vrije Katheder" van het studentenverzet waar haar broer Bart Riezouw, die rechten studeerde, deel van uitmaakte.
Na de oorlog was ze lang actief in de buurtvereniging Plantagebuurt als voorzitter en actief betrokken bij de herdenkingen bij de Hollandsche Schouwburg. Ook was zij vanaf de oprichting actief betrokken als rondleider bij het Verzetsmuseum in de Lekstraat te Amsterdam.
Lydia Riezouw overleed in 2005 het Verpleeghuis Slotervaart te Amsterdam waar zij de laatste jaren van haar leven woonde. Ze is in Amsterdam in stilte gecremeerd.